# Lärarutbildning i Sverige

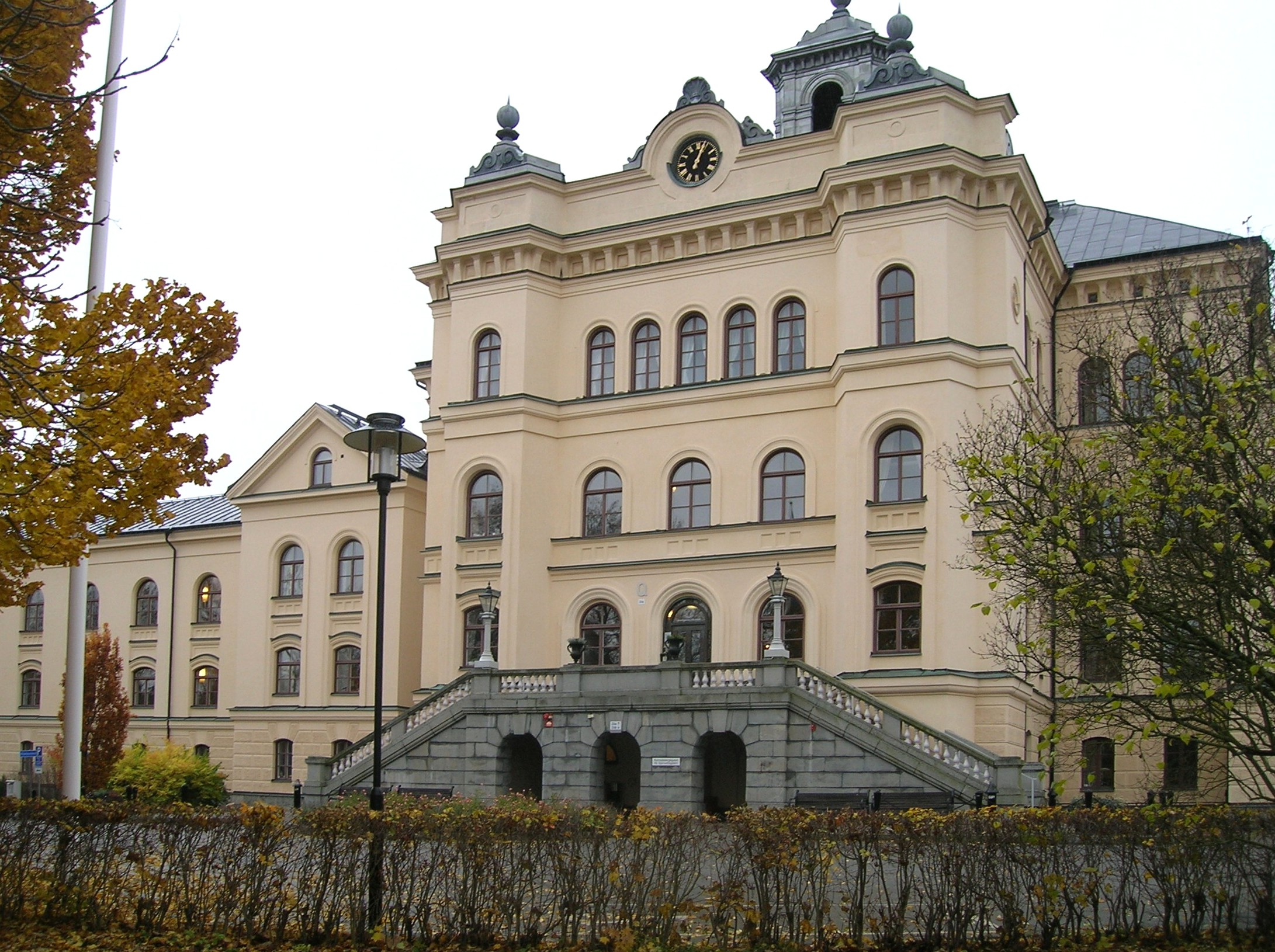
F.d. lärarhögskolan i Stockholm, idag en del av Stockholms universitet.

Lärarutbildning i Sverige ges av landets högskolor och universitet.
Sedan hösten 2011 finns fyra olika yrkesexamina: förskollärare, grundlärare, ämneslärare och yrkeslärare.
Varje lärosäte som vill ge utbildning för någon av de fyra examina har fått ansöka om detta och Högskoleverket har gjort en bedömning av vilka som kommer att få förtroendet. Examensrätten ges för en viss examen, inriktning och för ämneslärarexamen även i bestämda ämnen.

## Utbildningen
Lärarutbildningen har stöpts om 1988, 2001 och senast 2011. Den nuvarande utbildningens längd varierar på vald examen och inriktning, 30 hp motsvarar en termin. I alla lärarutbildningar ingår kurser inom den utbildningsvetenskapliga kärnan om 60 hp och verksamhetsförlagd utbildning (VFU) om 30 hp. 
Studierna inom den utbildningsvetenskapliga kärnan ska anknyta till kommande yrkesutövning och omfatta följande:
- skolväsendets historia, organisation och villkor samt förskolans värdegrund, innefattande de grundläggande demokratiska värderingarna och de mänskliga rättigheterna,
- läroplansteori och didaktik,
- vetenskapsteori och forskningsmetodik,
- utveckling, lärande och specialpedagogik,
- sociala relationer, konflikthantering och ledarskap,
- uppföljning och analys av lärande och utveckling, och
- utvärdering och utvecklingsarbete.

Lärarutbildningens fyra yrkesexamina är reglerade i Högskoleförordningen Bilaga 2 - Examensförordningen.
Förskollärarexamen är på grundnivå och omfattar 210 hp.
Grundlärarexamen är på grundnivå eller avancerad nivå och ges med tre olika inriktningar 
- mot arbete i förskoleklass och grundskolans årskurs 1–3 (240 hp) vilka utbildas för att undervisa i svenska, matematik, engelska, so, no och teknik,
- mot arbete i grundskolans årskurs 4–6 (240 hp) vilka utbildas för att undervisa i svenska, matematik och engelska samt en specialisering mot no, so eller praktiska/estetiska                 ämnen ,
- samt mot arbete i fritidshem (180 hp) vilka även utbildas för att undervisa i ett eller två praktiska/estetiska ämnen.

Ämneslärarexamen är på grundnivå eller avancerad nivå och ges med två olika inriktningar - mot arbete i grundskolans årskurs 7–9 (270 hp), och mot arbete i gymnasieskolan (300 eller 330 hp). Inriktningarna ges med ett begränsat antal ämneskombinationer. För ämneslärare i grundskolans 7-9 gäller att ett ämne ska omfatta minst 90 och två ämnen minst 45 hp vardera. Ämnena svenska, samhällskunskap och musik måste dock alltid omfatta 90 hp. För gymnasieskolan ska det ena ämnet omfatta minst 120 hp och det andra 90 hp. Ämnena svenska, samhällskunskap och musik måste för inriktning gymnasieskolan omfatta 120 hp.
Lärare i praktiska och estetiska ämnen räknas som ämneslärare och kan undervisa i hela skolsystemet. 
Kompletterande pedagogisk utbildning (KPU) vänder sig till dem som redan har ämnesstudier från universitet/högskola inom ämnen som finns i skolan och vill komplettera dessa med studier inom det pedagogiska och didaktiska området för att få en ämneslärarexamen.
Yrkeslärarexamen är på grundnivå och omfattar 90 hp. För behörighet till programmet krävs kvalificerade och relevanta yrkeskunskaper inom några av gymnasieskolans yrkesämnen. Utbildningen leder till en lärarexamen med behörighet att undervisa i yrkesämnen på gymnasieskolans yrkesprogram, komvux, folkhögskola, yrkeshögskola eller inom olika studieförbund.
På vissa platser i landet erbjuds kombinationsutbildningar, t.ex. Civilingenjör och lärare, ett högskoleprogram som erbjuds i samarbete mellan KTH och Stockholms universitet.

## Lärarutbildningens popularitet och  om lärarlegitimation
Lärarutbildningens status har diskuterats och intresset för att bli lärare har minskat dramatiskt. År 1982 fanns det 7,5 förstahandssökande per plats på det som då var lågstadielärarutbildningen, men hösten 2012 antogs 123 personer med ett högskoleprovresultat på 0,1 - sämsta möjliga, som följd av att alla behöriga sökande antagits. Högskolan i Jönköping förlorade 2011 ett antal examinationsrätter för lärarutbildningar. Våren 2014 rapporterade SVT att ungefär 15 % av studenterna hoppade av utbildningen efter en termin, att jämföra med 10 % för alla yrkesexamensutbildningar.
För att sätta betyg och få tillsvidareanställning krävs sedan den 1 juli 2015 en lärarlegitimation, vilket kan erhållas från Skolverket efter fullgjord utbildning. (En tidigare övergångslagstiftning undantog dem som var anställda före den 1 juli 2011.)

## Högskolor i Sverige med lärarutbildningar

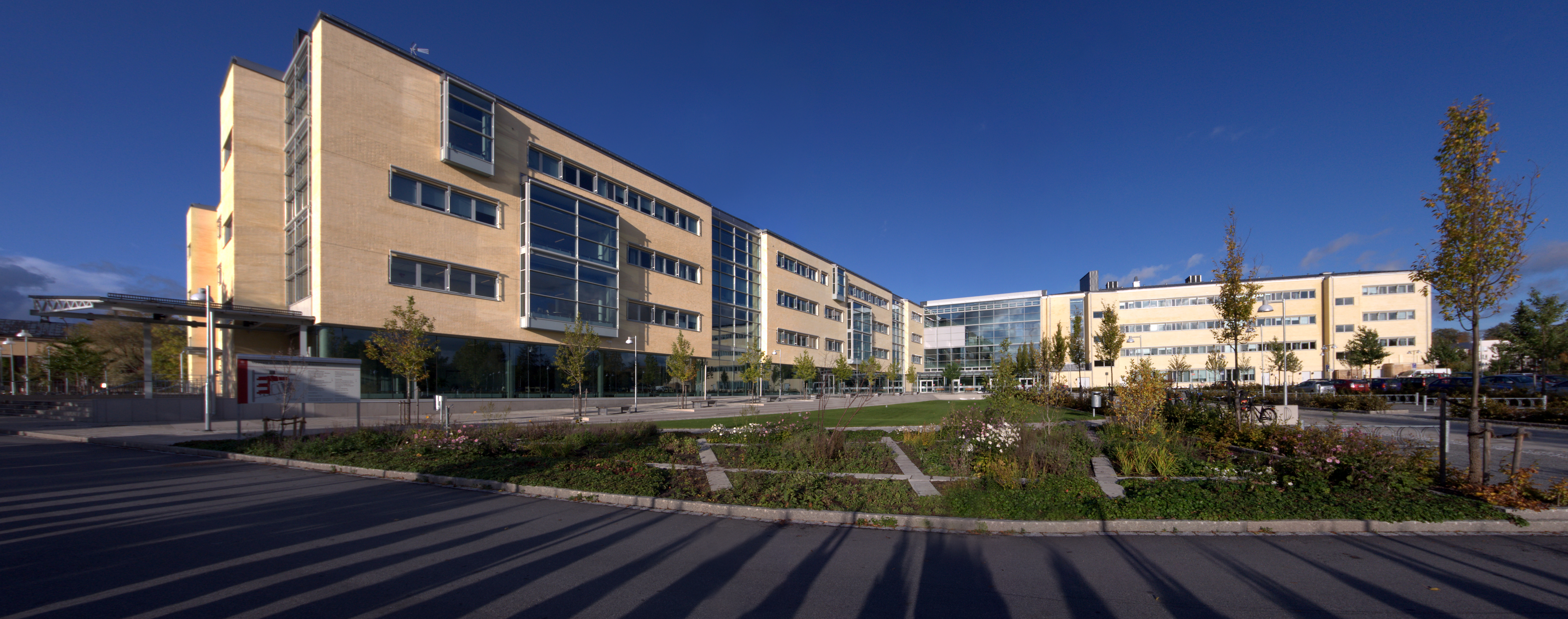
Campus Blåsenhus vid Uppsala universitet inrymmer bland annat lärarutbildningarna.

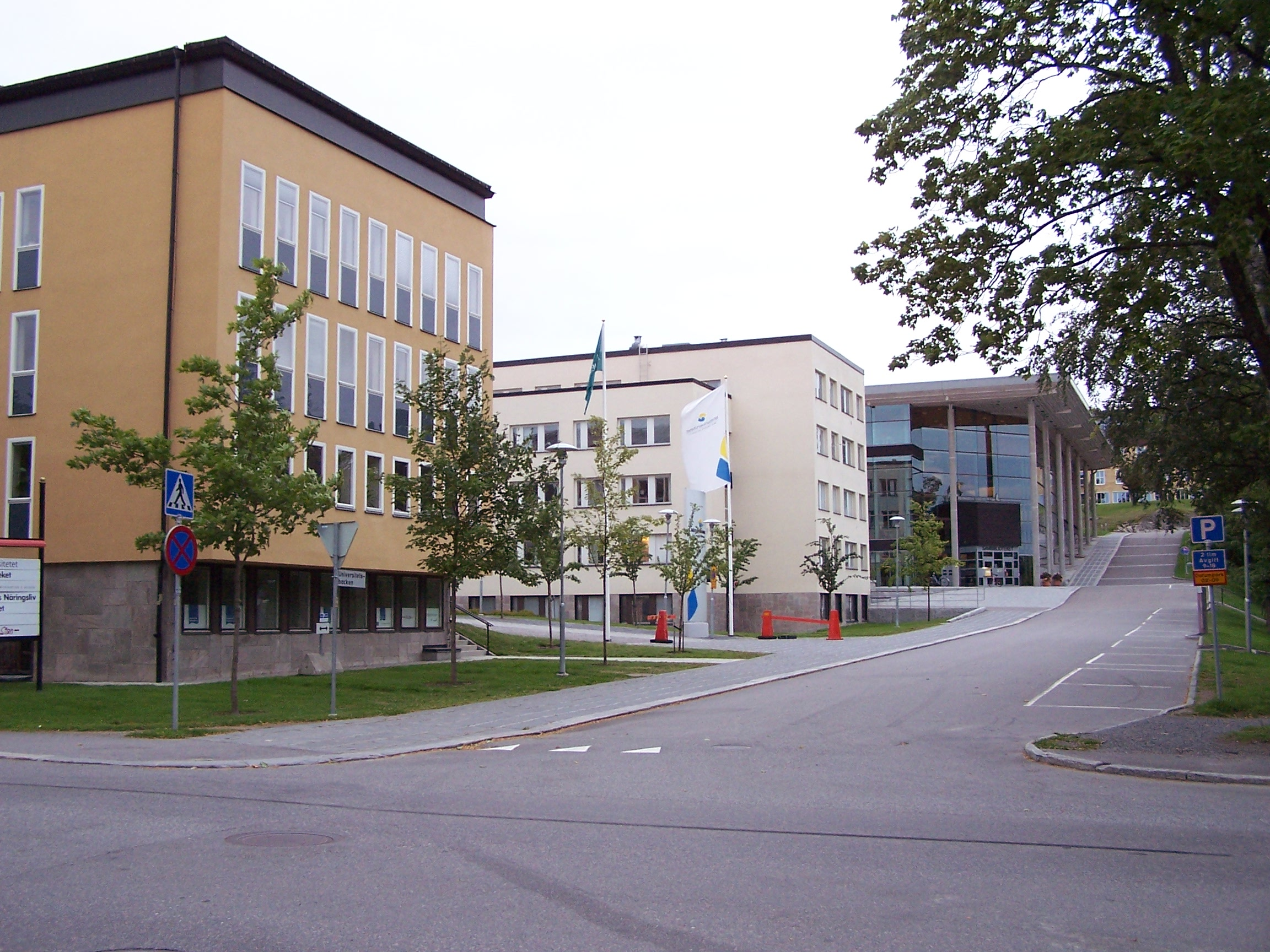
Mittuniversitetets campus i Härnösand.

Följande högskolor erbjöd 2015 utbildningar som leder till någon form av lärarexamen. Det är främst de större universiteten och högskolorna som erbjuder ett större urval av inriktningar, medan mindre högskolor kan vara inriktade på specifika examina eller undervisningsämnen.

- Högskolan i Borås
- Chalmers tekniska högskola
- Högskolan Dalarna
- Dans- och cirkushögskolan
- Gymnastik- och idrottshögskolan
- Högskolan i Gävle
- Göteborgs universitet
- Högskolan i Halmstad
- Högskolan i Jönköping
- Konstfack
- Högskolan Kristianstad
- Karlstads universitet
- Kungliga Musikhögskolan i Stockholm
- Kungliga Tekniska högskolan
- Linköpings universitet
- Linnéuniversitetet
- Luleå tekniska universitet
- Lunds universitet
- Malmö universitet
- Mittuniversitetet
- Mälardalens högskola
- Högskolan i Skövde
- Stockholms universitet
- Södertörns högskola
- Umeå universitet
- Uppsala universitet
- Högskolan Väst
- Örebro universitet

## Historik

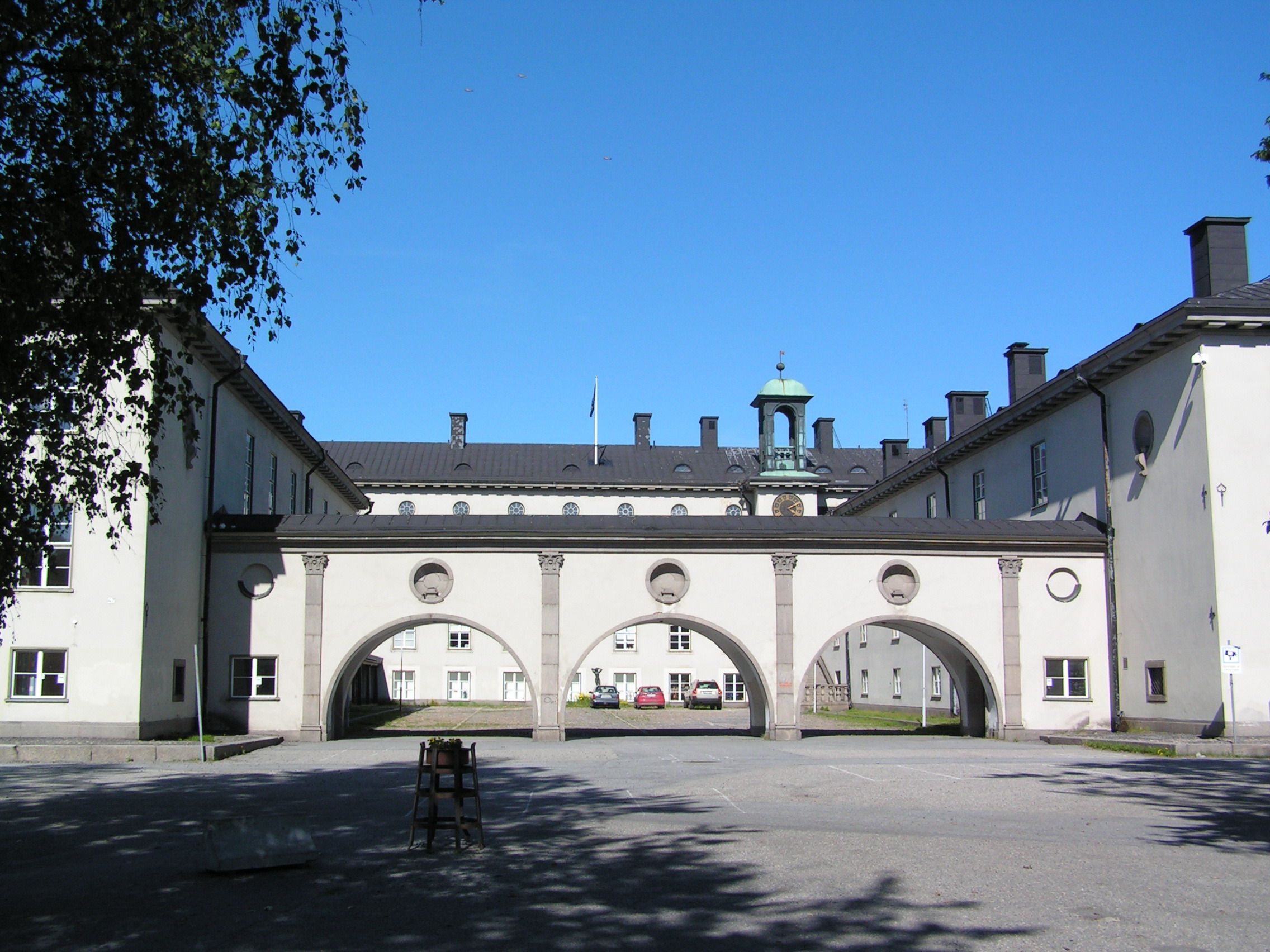
Det tidigare folkskoleseminariet och lärarhögskolan i Umeå.

Ett ökat behov av en särskild lärarutbildning i Sverige uppstod i samband med den allmänna folkskolans införande vid mitten av 1800-talet. I dåtidens krav för att bli lärare värderades många personliga egenskaper högre än lärarens formella utbildning, exempelvis god moral och vitsord om gott uppförande och det var även ett krav att den som skulle antas till att bli lärare var konfirmerad.
Lärarutbildningen i Sverige var under parallellskolans tid uppdelad i två delar, dels lärarseminarier och småskoleseminarier som gav yrkesutbildning åt blivande lärare inom folkskolan och småskolan och dels en påbyggnadsutbildning vid universiteten för blivande läroverkslärare med akademisk ämneskompetens. De första lärarseminarierna inrättades i stiftsstäderna, medan läroverkslärare utbildades vid universiteten.
Systemet ersattes av mer sammanhållna akademiska utbildningar i samband med de första lärarhögskolornas inrättande på 1950-talet och grundskolereformen under 1960-talet. År 1977 avskaffades även förskoleseminarierna och förskollärarutbildningarna överfördes till högskolorna. Samma år upphörde lärarhögskolorna som särskild högskoleform och integrerades i högskolesystemet, även om namnet lärarhögskola på vissa högskolor som huvudsakligen erbjöd lärarutbildningar fortsatte att användas långt senare.

## Forskning om lärarutbildning
Forskning om lärarutbildning har olika fokus och sätter in lärarutbildningar i olika sammanhang - nationellt och internationellt. Dessa aspekter behandlas av Ahlström & Kallós (1996)  som också sätter in svensk forskning i ett internationellt perspektiv. Lindberg (2003)  går igenom doktorsavhandlingar som studerat lärarutbildningar och presenterar ett omfattande men splittrat kunskapsområde. Beach et al (2012) presenterar en genomgång av att lärarutbildningar bygger på olika traditioner.
Distinktionen mellan läroverkslärare och småskollärare/folkskollärare är viktig för att förstå lärarutbildningarnas förändringar.  Hallsén (2013)   går igenom policy-forskning inom området.
En handbok med forskning om lärarutbildning har tagits fram av  Cochran-Smith & Zeichner (2010). Här presenteras kapitel av olika forskare inom området.